# Афінська політія

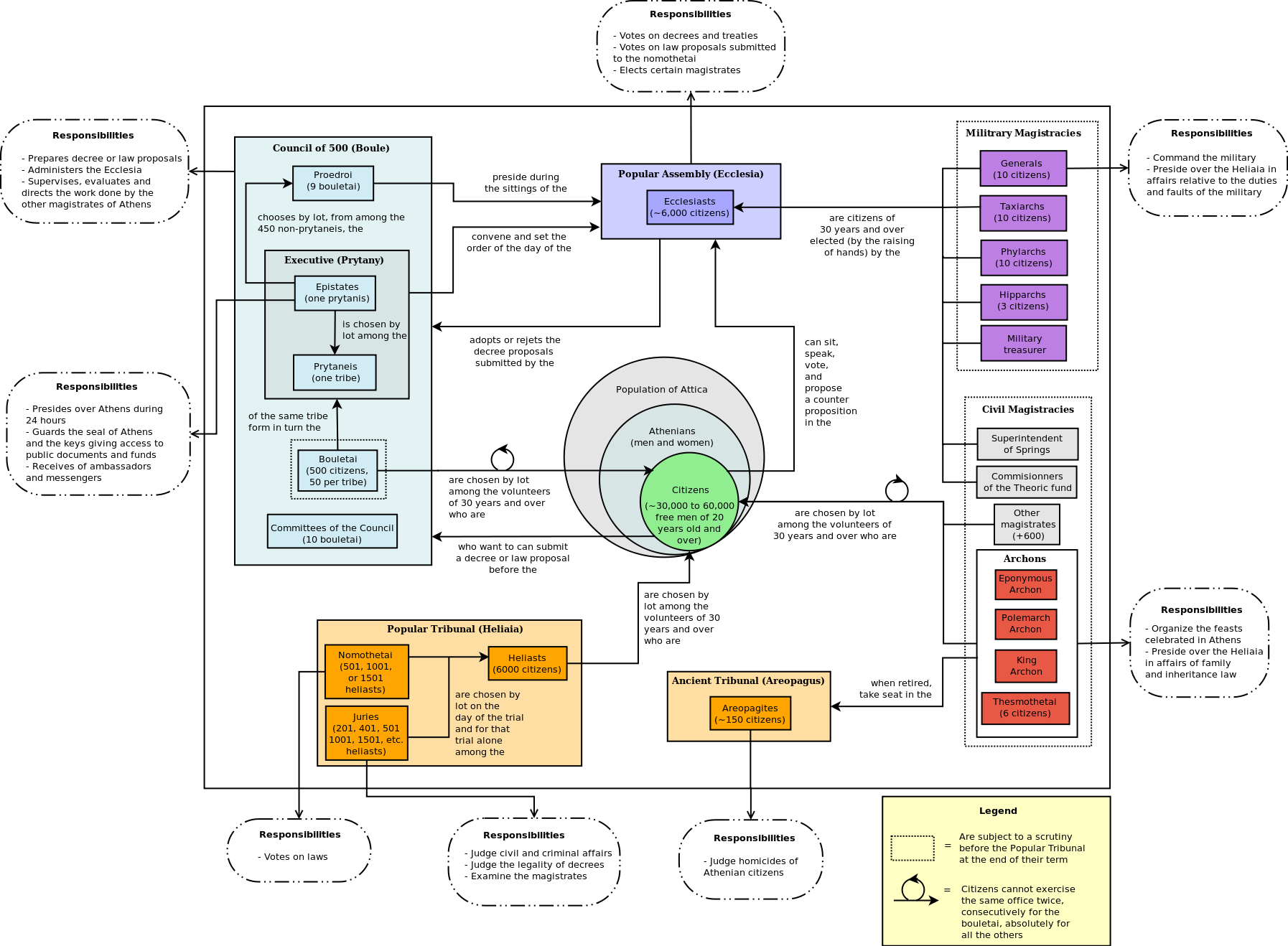
Схематичне зображення ідеї Афінської політії

Афі́нська політі́я (дав.-гр. Άθηναίων Πολιτεία), або Афі́нська Конститу́ція — трактат про державний устрій Стародавніх Афін, частина обширної праці Аристотеля, так званих «Політій», що містила в собі історію і опис ладу не менше як 158 грецьких і варварських держав. Одна з двох відомих копій «Афінської політії» на папірусі зберігається нині в Британському музеї в Лондоні.

## Знахідка праці
В давнину і на початку нашої ери на «Політію» Аристотеля часто посилалися, особливо лексикографи — Гарпократіон, Поллукс та інші. Потім між VI і IX століттями до н. е. вони були втрачені і до недавнього часу відомі лише за посиланнями і фрагментами, які не раз збиралися і видавалися (найповніше видання їх подав Роуз, в «Bibliotheca Teubneriana», 1886 і в V томі «Aristot. Opera», виданій Берлінською академією наук). У 1880 році опубліковані нові їх уривки, саме з «Афінської політії» на берлінському папірусі (163), придбаному в Фаюмі.
У 1890 році серед колекції папірусів Британського музею, придбаної в Єгипті знайдено майже повний текст «Афінської політії». У січні 1891 року праця вперше видана Кеньйоном, асистентом у відділенні рукописів в Британському музеї. Текст написаний на зворотному боці папірусу, на лицьовій стороні якого знаходиться рахунок надходження і витрат якогось керуючого, позначений 11-м роком царювання Веспасіана, тобто 78-79 роками нашої ери. Початку трактату немає (текст починається з уривків фраз, що стосується Кілонового повстання), так само як немає ні заголовку, ні імені автора; але зі збігів більшої частини вже раніше відомих фрагментів «Політій» з опублікованим Кеньйоном текстом видно, що цей текст — «Афінська політія».
З наявних у тексті вказівок можна стверджувати, що вона складена між 329-8 і 325-4 або 324-3 роками до н. е, що ця «Політія», як і інші — твір Аристотеля, про це свідчить загальна традиція давнини, починаючи з покоління греків, що безпосередньо слідувало за Аристотелем, і до візантійських часів. Сумніви, висловлені щодо авторства Аристотеля, безпідставні і не витримують критики. Деякі риси, на які вказували скептики, знаходять собі так чи інакше пояснення і не виключають авторства Аристотеля. Приймаючи останнє, необхідно, однак, допустити і деяку частку участі Аристотелевих учнів у складанні такої великої праці, як «Політії»; ця участь могла виражатись зокрема у збиранні матеріалу.

## Основний зміст
За своїм змістом «Афінська політія» Аристотеля поділяється на дві частини — історичну і систематичну. Перша містить у собі історію афінського державного ладу до кінця V століття, закінчуючи відновленням демократії в 403 до н. е. (Глави 1-41). Друга подає опис самого ладу, яким він був в часи Аристотеля, в IV столітті до н. е.
Таким чином, «Афінська політія» — той твір давнини, в якому вперше знаходимо зв'язну історію і зв'язний опис афінського державного ладу. Вона розкриває його поступовий, органічний розвиток. За «Політією» падіння монархії і перехід до аристократії здійснюється повільно, з чудовою послідовністю: архонт, спочатку особа менш важлива, що займає третє місце, підноситься мало-помалу до положення першого, стає вище не тільки полемарха, але й самого басилевса, радником і помічником якого він, можливо, спочатку був, а Басилевс з монарха перетворюється на другорядну особу — у другого архонта, завідувача переважно справами культу. Формального скасування царської влади тут немає: це — еволюція, а не революція.
Потім поступово демократія займає місце аристократії. Багато чого з того, що приписувалося Солону і вважалося нововведенням, за «Політією» Аристотеля виявляється існувало і до нього. Тиран Пісістрат — багато в чому продовжувач і навіть завершитель справи Солона, а в історії зовнішньої могутності Афін — попередник вождів демократії V століття. Клісфенова реформа — подальший розвиток в ширших розмірах принципів, які в зачатку існували і раніше. Поступово відбувається демократизація Афін після Клісфена. В подальшому у державному ладі Афін зберігаються свого роду «пережитки», як, наприклад, подвійний жереб. Відкривається доступ до посад для нижчих класів. Сам Перикл виявляється зовсім не таким новатором, яким його зображали історики нового часу (зокрема, Макс Дункер).

## Суперечності
Щоправда, не всі повідомлення «Афінської політії» вселяють довіру. Наприклад, одне з найцікавіших її свідчень — про Драконтові закони — одні вважають дуже важливим, а інші (в тому числі Едуард Меєр і Юліус Белох) — безглуздістю, явним анахронізмом. Останні вказують на подібність цієї конституції з олігархічними проектами 411 до н. е. Причому, зважаючи на деякі суперечності з іншим текстом трактату, висловлюється навіть припущення, що глава ця вставлена в текст «Політії» пізніше, самим Аристотелем (Ульрих фон Віламовіц-Меллендорф, В. А. Шеффер) або навіть інтерполятором (Теодор Рейнах, В. П. Бузескул).
Впливу Аристіда, якого «Афінська політія» виставляє вождем чистої демократії, неправильно приписується масове переселення громадян у місто і початок утримання їх на рахунок держави: одна особа виставлена тут винуватцем складного процесу, і до часу Аристіда віднесено те, що характеризує Периклову і наступні епохи. Пікантний анекдот про роль Фемістокла у справі реформи ареопагу (Глава 25) абсолютно суперечить іншим свідченнями і хронології. У багатьох випадках в основі повідомлень «Політії» лежить джерело більш-менш тенденційне, вороже демократії, хоча загалом погляди Аристотеля і тут помірні і нагадують його погляди в «Політиці».
Він ставиться з великим співчуттям до Солона, добре відгукується про Пісістрата (як покровителя сільського класу), ворожий, однак, Аристіду (як вождю чистої демократії), дуже холодний до Перикла; найкращими політичними діячами «після древніх» називає Нікія, Фукідіда Алопекского і навіть Ферамена, якого захищає від закидів у поваленні всіх форм правління. Взагалі він ставиться співчутливо до вождів аристократичної партії, не будучи, однак, прихильником крайньої олігархії; його симпатії на боці середини. В «Політії» зустрічаємо іноді зайві, дрібні деталі і не знаходимо того, що для нас важливо. Незважаючи на все це, з відкриттям її вивчення внутрішньої історії Афін вступило у нову фазу. Історію Афінської демократії довелося багато в чому переробляти, та труди нових вчених з цього відділу, що вийшли в світ до 1891 року, одразу виявилися застарілими.

## Значення праці
Взагалі «Афінська політія» показує, що Афінська демократія була чисто народним творінням, а не результатом честолюбства або інтриг окремих особистостей. У цьому розкритті поступовості, органічності розвитку афінського ладу складається загальне значення відкритого пам'ятника. Крім того, «Афінська політія» дала ряд нових фактів і пролила світло на багато питань, особливо у своїй першій, історичній частині (друга частина містить порівняно мало нового, тому що найістотніше було відомо вже раніше, завдяки цитатам лексикографів та інших письменників давнини).
Такими є повідомлення щодо падіння царської влади в Афінах і виникненні архонтства, про смуту після Солона, про жереб, про роль ради, про нововведення середини V століття до н. е., про олігархічні проектах 411 до н. е., про угоду демократів і прихильників Тридцяти у 403 до н. е.
«Афінська політія» вирішила суперечку про солонову сісахфію та її сутність; з'ясувала принцип, який ліг в основу клісфенового поділу на філи, триттії і деми, роль цих триттій; дала низку хронологічних дат, у тому числі і дату ефіальтової реформи ареопагу. Багато моментів і подробиць в історії афінської демократії вона представила у новому вигляді. З відкриттям її деякі з гіпотез розвалились; інші отримали несподіване підтвердження.